# برادلتسکا لهوتا
برادلتسکا لهوتا (به چکی: Bradlecká Lhota) یک منطقهٔ مسکونی در جمهوری چک است که در ناحیه سمیلی واقع شده‌است.